# ミッキーとダッフィーのスプリングヴォヤッジ
ミッキーとダッフィーのスプリングヴォヤッジ(Mickey & Duffy's Spring Voyage)は、東京ディズニーシー及び東京ディズニーシー・ホテルミラコスタで毎年開催されていた春季のスペシャルイベントである。
東京ディズニーシー限定で販売されているテディベアのキャラクターであるダッフィーが、初めて主演を務めたイベントである。

## 概要
「世界ではどんな春を迎えているのかしら？」というミニーとシェリーメイの会話を偶然聞いたダッフィーは、2人に世界中の春を見せたいとミッキーに相談する。するとミッキーは世界の春を巡る旅に出ようと提案し、ダッフィーは喜んで2人に知らせに行く。
そして旅支度の整った4人は、春の花で彩られた船に乗って世界中の春を巡る旅へと出発した。

## 2012年
開催期間
4月3日〜6月30日
エンターテインメント
リドアイル・ウェルカム・トゥ・スプリング(Lido Isle Welcome to Spring)
ミッキー一行は"イタリアの春"を祝うお祭りを開催しているリドアイルに到着。お祭りに参加して、初々しい男女の恋も応援する物語。
開催場所メディテレーニアンハーバー・リドアイル
公演時間約20分
出演キャラクター
ミッキーマウス、ミニーマウス、ダッフィー、シェリーメイ、グーフィー、チップとデール
イースター・イン・ニューヨーク(Easter in New York)
ニューヨークではイースターのお祭りの真っ最中。ミッキー達4人が到着し、キャラクターたちが4つのユニットに分かれてパフォーマンスを繰り広げるなかを巡る。そして、ゲストもさまざまなシーンで参加。全員で春の到来を盛大にお祝いする。
開催場所アメリカンウォーターフロント・ウォーターフロントパーク
公演時間約25分
出演キャラクター
ミッキーマウス、ミニーマウス、ダッフィー、シェリーメイ、ドナルドダック、デイジーダック、プルート、グーフィー、マックス、チップとデール、クラリス
スプリングタイム・サプライズ(Springtime Surprise)
ジーニーやシャバーン、アシームが出演するユーモア満載の春の祭典。「ミニーとシェリーメイに素敵な春をプレゼントしたい」というミッキーの声を聞いたマジシャンたちが春らしいマジック対決を披露する。
開催場所アラビアンコースト・コートヤード
公演時間約20分
出演キャラクター
ミッキーマウス、ミニーマウス、ダッフィー、シェリーメイ、ジーニー、シャバーン、アシーム

## 2013年
開催期間
3月18日〜6月30日
エンターテイメント
2012年度からの大幅な変更はされていない。
- ミッキーとミニーとダッフィーとシェリーメイの衣装が変更された。

リドアイル・ウェルカム・トゥ・スプリングの変更点
- 一部キャラクターの衣装の細部が変更された。

イースター・イン・ニューヨークの変更点
- 1日の公演回数が3回に増えている。
- このため、日没以降の公演では照明による演出効果が追加されている。また、3回目の公演では、プルートと一部出演者がビッグシティービークルに乗って会場まで移動してくる。

スプリングタイム・サプライズの変更点
- ミッキー、ミニー、ダッフィー、シェリーメイの登場ルートが変更された。
- ショー中のシャバーンとマジークの魔法が変更された。
- 早着替え後のミニーの衣装が変更された。

体験プログラム
マイ・スプリングヴォヤッジ
メディテレーニアンハーバー、アメリカンウォーターフロント、アラビアンコーストの各テーマポートにミッキーマウスの旅行の思い出が詰まったトランクが設置されており、そのトランクの中身と同じデザインのステッカーを「マイ・スプリングヴォヤッジ」に貼っていく。
「マイ・スプリングヴォヤッジ」とは、このプログラムに必要なミッキーマウスのトランク型ケース（パスポート型マップとステッカー入り）のことであり、パークの指定店舗で販売していた。
全てのトランクを見つけたゲストはオリジナルのラゲッジタグがプレゼントされる。このラゲッジタグには名前が書き込める。
ゴール場所は、メディテレーニアンハーバーの「イル・ポスティーノ・ステーショナリー」、アメリカンウォーターフロントの「タワー・オブ・テラー・メモラビリア」、アラビアンコーストの「アグラバーマーケットプレイス」の3ヶ所となる。
このプログラムで使用されるトランク「マイ・スプリングヴォヤッジ」には、S.S.コロンビア・ダイニングルームで「ミッキーとダッフィーのスプリングヴォヤッジ」のスペシャルメニューを注文したゲスト、東京ディズニーシー・ホテルミラコスタのスペシャルルームに宿泊したゲスト、地中海レストラン「オチェアーノ」のブッフェ(ランチ・ディナー)を注文したゲストに、それぞれ「ミッキーとダッフィーのスプリングヴォヤッジ」に連動したステッカーがプレゼントされ、トランクに貼ることができる。

## 2014年
開催期間
4月2日〜6月23日
エンターテイメント
2013年度からの大幅な変更はされていない。 
- ミッキーとミニーとダッフィーとシェリーメイの衣装、小道具が変更された。

リドアイル・ウェルカム・トゥ・スプリングの変更点
- 特になし

イースター・イン・ニューヨークの変更点
- 特になし

スプリングタイム・サプライズの変更点
- ショー中のシャバーンとマジークの魔法が変更された。
- 早着替え後のミニーの衣装が変更された。
- 小道具にカメラが追加されたため、ショー中の効果音としてシャッター音が追加されているシーンがある。

体験プログラム

## 音楽
Voyage to the World of Spring（イベントメインテーマソング）
上記3つのミニショーで使われている。ショーによってアレンジが異なる他、スプリングタイム・サプライズでは英語と日本語が混じった歌詞となっている。
2012年4月25日には、パーク内限定でイベントのCDが販売開始された。